# Coppa del Mondo di salto con gli sci 2018
La Coppa del Mondo di salto con gli sci 2018, trentanovesima edizione della manifestazione organizzata dalla Federazione Internazionale Sci, è stata la settima a prevedere un circuito di gare femminili. Nel corso della stagione si sono tenuti a Oberstdorf i Campionati mondiali di volo con gli sci 2018 e a Pyeongchang i XXIII Giochi olimpici invernali, non validi ai fini della Coppa del Mondo, il cui calendario ha contemplato dunque interruzioni nei mesi di gennaio e di febbraio.
La stagione maschile è iniziata il 18 novembre 2017 a Wisła, in Polonia, e si è conclusa il 25 marzo 2018 a Planica, in Slovenia. Sono state disputate 22 delle 23 gare individuali in programma e 8 a squadre, in 18 differenti località: 24 su trampolino lungo, 6 su trampolino per il volo. Il polacco Kamil Stoch ha vinto sia la coppa di cristallo, il trofeo assegnato al vincitore della classifica generale, sia il Torneo dei quattro trampolini; il norvegese Andreas Stjernen ha vinto la Coppa del Mondo di volo con gli sci. L'austriaco Stefan Kraft era il detentore uscente della Coppa generale, lo stesso Stoch del Torneo dei quattro trampolini.
La stagione femminile è iniziata il 1º dicembre 2017 a Lillehammer, in Norvegia, e si è conclusa il 25 marzo 2018 a Oberstdorf, in Germania. Sono state disputate 15 delle 17 gare individuali in programma e 2 a squadre, in 8 differenti località: 15 su trampolino normale, 2 su trampolino lungo. La norvegese Maren Lundby ha vinto la Coppa del Mondo generale; non sono state assegnate coppe di specialità. La giapponese Sara Takanashi era la detentrice uscente della Coppa generale.

## Uomini

### Risultati
| Data                          | Località               | Nazione   | Trampolino                 | Spec. | Primo                                                                              | Secondo | Terzo                                                                              |
| ----------------------------- | ---------------------- | --------- | -------------------------- | ----- | ---------------------------------------------------------------------------------- | --- | ---------------------------------------------------------------------------------- |
| 18 novembre 2017              | Wisła                  | Polonia   | Malinka HS134              | TL    | Norvegia Johann André Forfang Anders Fannemel Daniel-André Tande Robert Johansson  | Austria Daniel Huber Clemens Aigner Michael Hayböck Stefan Kraft Polonia Piotr Żyła Dawid Kubacki Maciej Kot Kamil Stoch |                                                                                    |
| 19 novembre 2017              | Wisła                  | Polonia   | Malinka HS134              | LH    | Junshirō Kobayashi                                                                 | Kamil Stoch | Stefan Kraft                                                                       |
| 25 novembre 2017              | Kuusamo                | Finlandia | Rukatunturi HS142          | TL    | Norvegia Robert Johansson Anders Fannemel Daniel-André Tande Johann André Forfang  | Germania Markus Eisenbichler Pius Paschke Andreas Wellinger Richard Freitag                                              | Giappone Taku Takeuchi Ryōyū Kobayashi Noriaki Kasai Junshirō Kobayashi            |
| 26 novembre 2017              | Kuusamo                | Finlandia | Rukatunturi HS142          | LH    | Jernej Damjan                                                                      | Johann André Forfang | Andreas Wellinger                                                                  |
| 2 dicembre 2017               | Nižnij Tagil           | Russia    | Aist HS134                 | LH    | Richard Freitag                                                                    | Daniel-André Tande | Johann André Forfang                                                               |
| 3 dicembre 2017               | Nižnij Tagil           | Russia    | Aist HS134                 | LH    | Andreas Wellinger                                                                  | Richard Freitag | Stefan Kraft                                                                       |
| 9 dicembre 2017               | Titisee-Neustadt       | Germania  | Hochfirst HS142            | TL    | Norvegia Robert Johansson Daniel-André Tande Anders Fannemel Johann André Forfang  | Polonia Piotr Żyła Maciej Kot Dawid Kubacki Kamil Stoch                                                                  | Germania Markus Eisenbichler Karl Geiger Andreas Wellinger Richard Freitag         |
| 10 dicembre 2017              | Titisee-Neustadt       | Germania  | Hochfirst HS142            | LH    | Richard Freitag                                                                    | Andreas Wellinger | Daniel-André Tande                                                                 |
| 16 dicembre 2017              | Engelberg              | Svizzera  | Gross-Titlis-Schanze HS140 | LH    | Anders Fannemel                                                                    | Richard Freitag | Kamil Stoch                                                                        |
| 17 dicembre 2017              | Engelberg              | Svizzera  | Gross-Titlis-Schanze HS140 | LH    | Richard Freitag                                                                    | Kamil Stoch | Stefan Kraft                                                                       |
| Torneo dei quattro trampolini |                        |           |                            |       |                                                                                    | |                                                                                    |
| 30 dicembre 2017              | Oberstdorf             | Germania  | Schattenberg HS137         | LH    | Kamil Stoch                                                                        | Richard Freitag | Dawid Kubacki                                                                      |
| 1º gennaio 2018               | Garmisch-Partenkirchen | Germania  | Große Olympiaschanze HS140 | LH    | Kamil Stoch                                                                        | Richard Freitag | Anders Fannemel                                                                    |
| 4 gennaio 2018                | Innsbruck              | Austria   | Bergisel HS130             | LH    | Kamil Stoch                                                                        | Daniel-André Tande | Andreas Wellinger                                                                  |
| 6 gennaio 2018                | Bischofshofen          | Austria   | Paul Ausserleitner HS140   | LH    | Kamil Stoch                                                                        | Anders Fannemel | Andreas Wellinger                                                                  |
| 13 gennaio 2018               | Tauplitz               | Austria   | Kulm HS225                 | FH    | Andreas Stjernen                                                                   | Daniel-André Tande | Simon Ammann                                                                       |
| 14 gennaio 2018               | Tauplitz               | Austria   | Kulm HS225                 | FH    | annullata                                                                          | annullata | annullata                                                                          |
| 27 gennaio 2018               | Zakopane               | Polonia   | Wielka Krokiew HS140       | TL    | Polonia Maciej Kot Stefan Hula Dawid Kubacki Kamil Stoch                           | Germania Markus Eisenbichler Stephan Leyhe Andreas Wellinger Richard Freitag                                             | Norvegia Anders Fannemel Johann André Forfang Marius Lindvik Andreas Stjernen      |
| 28 gennaio 2018               | Zakopane               | Polonia   | Wielka Krokiew HS140       | LH    | Anže Semenič                                                                       | Andreas Wellinger | Peter Prevc                                                                        |
| 3 febbraio 2018               | Willingen              | Germania  | Mühlenkopf HS145           | LH    | Daniel-André Tande                                                                 | Richard Freitag | Dawid Kubacki                                                                      |
| 4 febbraio 2018               | Willingen              | Germania  | Mühlenkopf HS145           | LH    | Johann André Forfang                                                               | Kamil Stoch | Piotr Żyła                                                                         |
| 3 marzo 2018                  | Lahti                  | Finlandia | Salpausselkä HS130         | TL    | Germania Karl Geiger Markus Eisenbichler Richard Freitag Andreas Wellinger         | Polonia Maciej Kot Stefan Hula Dawid Kubacki Kamil Stoch                                                                 | Norvegia Andreas Stjernen Daniel-André Tande Johann André Forfang Robert Johansson |
| 4 marzo 2018                  | Lahti                  | Finlandia | Salpausselkä HS130         | LH    | Kamil Stoch                                                                        | Markus Eisenbichler | Stefan Kraft                                                                       |
| 10 marzo 2018                 | Oslo Holmenkollen      | Norvegia  | Holmenkollen HS134         | TL    | Norvegia Daniel-André Tande Andreas Stjernen Johann André Forfang Robert Johansson | Polonia Maciej Kot Stefan Hula Dawid Kubacki Kamil Stoch                                                                 | Austria Gregor Schlierenzauer Clemens Aigner Michael Hayböck Stefan Kraft          |
| 11 marzo 2018                 | Oslo Holmenkollen      | Norvegia  | Holmenkollen HS134         | LH    | Daniel-André Tande                                                                 | Stefan Kraft | Michael Hayböck                                                                    |
| 13 marzo 2018                 | Lillehammer            | Norvegia  | Lysgårdsbakken HS140       | LH    | Kamil Stoch                                                                        | Dawid Kubacki | Robert Johansson                                                                   |
| 15 marzo 2018                 | Trondheim              | Norvegia  | Granåsen HS140             | LH    | Kamil Stoch                                                                        | Stefan Kraft | Robert Johansson                                                                   |
| 17 marzo 2018                 | Vikersund              | Norvegia  | Vikersundbakken HS225      | TL FH | Norvegia Daniel-André Tande Johann André Forfang Andreas Stjernen Robert Johansson | Polonia Piotr Żyła Stefan Hula Dawid Kubacki Kamil Stoch                                                                 | Slovenia Domen Prevc Jernej Damjan Tilen Bartol Peter Prevc                        |
| 18 marzo 2018                 | Vikersund              | Norvegia  | Vikersundbakken HS240      | FH    | Robert Johansson                                                                   | Andreas Stjernen | Daniel-André Tande                                                                 |
| 23 marzo 2018                 | Planica                | Slovenia  | Letalnica HS240            | FH    | Kamil Stoch                                                                        | Johann André Forfang | Stefan Kraft                                                                       |
| 24 marzo 2018                 | Planica                | Slovenia  | Letalnica HS240            | TL FH | Norvegia Daniel-André Tande Andreas Stjernen Robert Johansson Johann André Forfang | Germania Markus Eisenbichler Stephan Leyhe Andreas Wellinger Richard Freitag                                             | Slovenia Domen Prevc Robert Kranjec Anže Semenič Peter Prevc                       |
| 25 marzo 2018                 | Planica                | Slovenia  | Letalnica HS225            | FH    | Kamil Stoch                                                                        | Stefan Kraft | Daniel-André Tande                                                                 |

Legenda:

LH = trampolino lungo

FH = volo con gli sci

TL = gara a squadre

### Classifiche

#### Generale

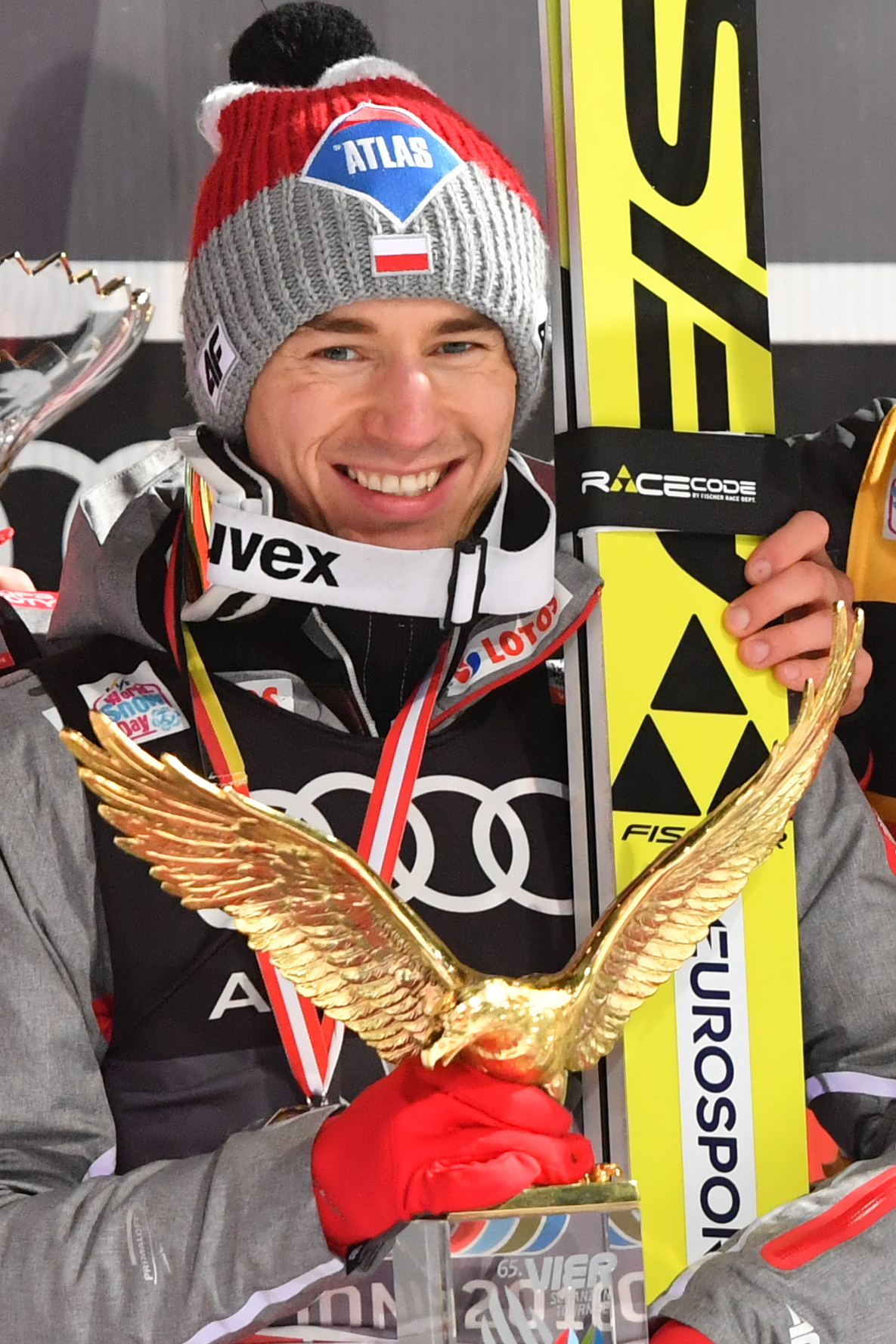
Kamil Stoch nel 2017

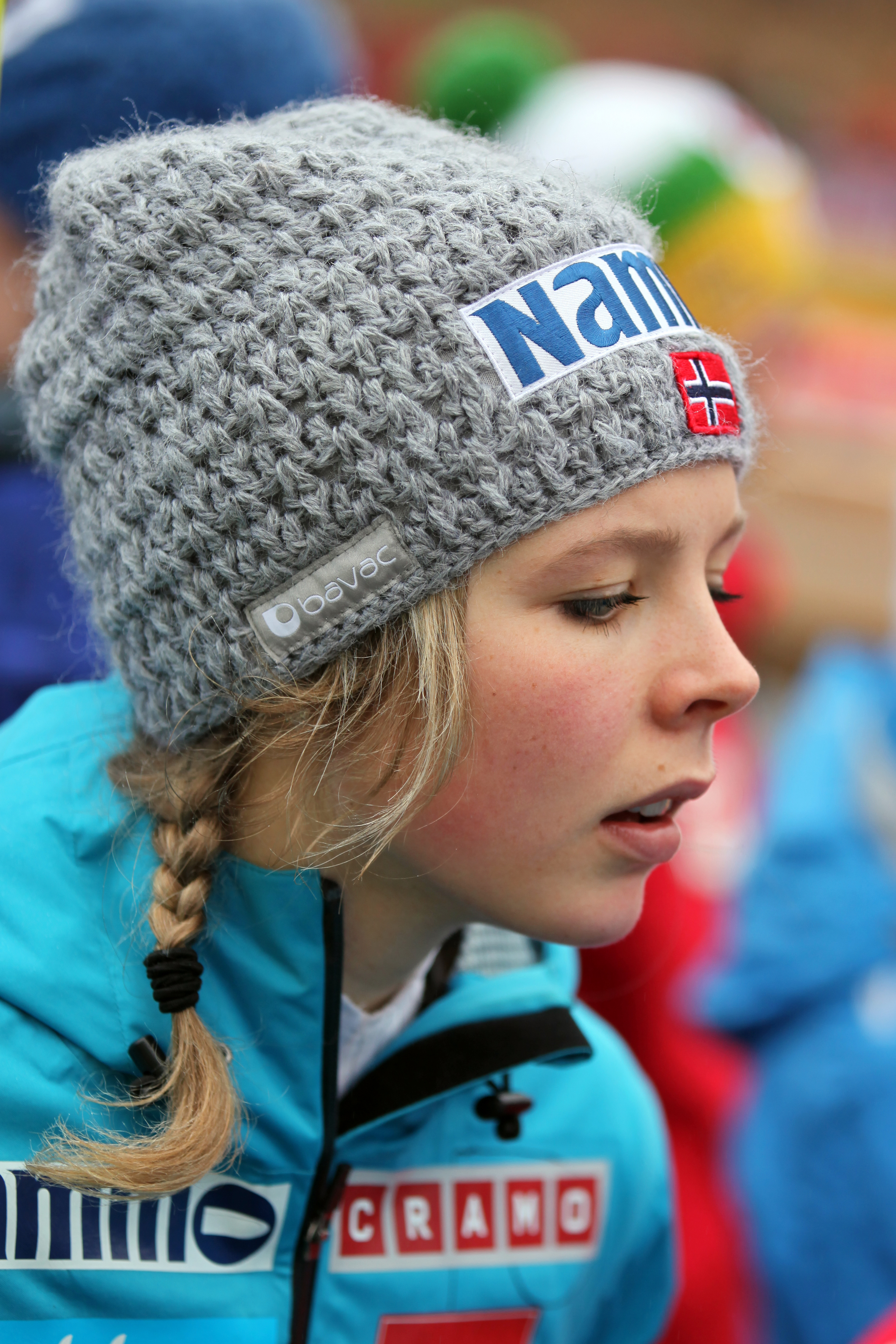
Maren Lundby nel 2013

| Pos. | Nome                 | Nazione  | Punti |
| ---- | -------------------- | -------- | ----- |
| 1    | Kamil Stoch          | Polonia  | 1443  |
| 2    | Richard Freitag      | Germania | 1070  |
| 3    | Daniel-André Tande   | Norvegia | 985   |
| 4    | Stefan Kraft         | Austria  | 881   |
| 5    | Robert Johansson     | Norvegia | 840   |
| 6    | Andreas Wellinger    | Germania | 828   |
| 7    | Johann André Forfang | Norvegia | 821   |
| 8    | Andreas Stjernen     | Norvegia | 665   |
| 9    | Dawid Kubacki        | Polonia  | 633   |
| 10   | Markus Eisenbichler  | Germania | 597   |

#### Torneo dei quattro trampolini
| Pos. | Nome               | Nazione  | Punti |
| ---- | ------------------ | -------- | ----- |
| 1    | Kamil Stoch        | Polonia  | 1109  |
| 2    | Andreas Wellinger  | Germania | 1039  |
| 3    | Anders Fannemel    | Norvegia | 1021  |
| 4    | Junshirō Kobayashi | Giappone | 1021  |
| 5    | Robert Johansson   | Norvegia | 1009  |

#### Volo
| Pos. | Nome               | Nazione  | Punti |
| ---- | ------------------ | -------- | ----- |
| 1    | Andreas Stjernen   | Norvegia | 257   |
| 2    | Kamil Stoch        | Polonia  | 250   |
| 3    | Robert Johansson   | Norvegia | 250   |
| 4    | Stefan Kraft       | Austria  | 214   |
| 5    | Daniel-André Tande | Norvegia | 200   |

#### Nazioni
| Pos. | Nazione   | Punti |
| ---- | --------- | ----- |
| 1    | Norvegia  | 7149  |
| 2    | Germania  | 5976  |
| 3    | Polonia   | 5795  |
| 4    | Austria   | 3642  |
| 5    | Slovenia  | 3223  |
| 6    | Giappone  | 2659  |
| 7    | Svizzera  | 1031  |
| 8    | Russia    | 455   |
| 9    | Finlandia | 119   |
| 10   | Rep. Ceca | 95    |

## Donne

### Risultati
| Data             | Località          | Nazione  | Trampolino             | Spec. | Prima                                                     | Seconda                                                                            | Terza                                                                              |
| ---------------- | ----------------- | -------- | ---------------------- | ----- | --------------------------------------------------------- | ---------------------------------------------------------------------------------- | ---------------------------------------------------------------------------------- |
| 1º dicembre 2017 | Lillehammer       | Norvegia | Lysgårdsbakken HS98    | NH    | Maren Lundby                                              | Katharina Althaus                                                                  | Carina Vogt                                                                        |
| 2 dicembre 2017  | Lillehammer       | Norvegia | Lysgårdsbakken HS98    | NH    | Katharina Althaus                                         | Maren Lundby                                                                       | Yūki Itō                                                                           |
| 3 dicembre 2017  | Lillehammer       | Norvegia | Lysgårdsbakken HS138   | LH    | Katharina Althaus                                         | Maren Lundby                                                                       | Sara Takanashi                                                                     |
| 16 dicembre 2017 | Hinterzarten      | Germania | Rothaus HS108          | TL    | Giappone Yūki Itō Kaori Iwabuchi Yūka Setō Sara Takanashi | Russia Anastasija Barannikova Aleksandra Kustova Sof'ja Tichonova Irina Avvakumova | Francia Léa Lemare Julia Clair Romane Dieu Lucile Morat                            |
| 17 dicembre 2017 | Hinterzarten      | Germania | Rothaus HS108          | NH    | Maren Lundby                                              | Katharina Althaus                                                                  | Sara Takanashi                                                                     |
| 13 gennaio 2018  | Sapporo           | Giappone | Miyanomori HS100       | NH    | Maren Lundby                                              | Katharina Althaus                                                                  | Sara Takanashi                                                                     |
| 14 gennaio 2018  | Sapporo           | Giappone | Miyanomori HS100       | NH    | Maren Lundby                                              | Sara Takanashi                                                                     | Katharina Althaus                                                                  |
| 19 gennaio 2018  | Zaō               | Giappone | Yamagata HS102         | NH    | Maren Lundby                                              | Chiara Hölzl                                                                       | Irina Avvakumova                                                                   |
| 20 gennaio 2018  | Zaō               | Giappone | Yamagata HS102         | TL    | Giappone Kaori Iwabuchi Yūka Setō Yūki Itō Sara Takanashi | Slovenia Urša Bogataj Špela Rogelj Ema Klinec Nika Križnar                         | Russia Anastasija Barannikova Aleksandra Kustova Sof'ja Tichonova Irina Avvakumova |
| 21 gennaio 2018  | Zaō               | Giappone | Yamagata HS102         | NH    | Maren Lundby                                              | Yūki Itō                                                                           | Sara Takanashi                                                                     |
| 27 gennaio 2018  | Ljubno            | Slovenia | Logarska dolina HS94   | NH    | Maren Lundby                                              | Katharina Althaus                                                                  | Sara Takanashi                                                                     |
| 28 gennaio 2018  | Ljubno            | Slovenia | Logarska dolina HS94   | NH    | Daniela Iraschko                                          | Maren Lundby                                                                       | Katharina Althaus                                                                  |
| 3 febbraio 2018  | Hinzenbach        | Austria  | Aigner HS94            | NH    | annullata                                                 | annullata                                                                          | annullata                                                                          |
| 4 febbraio 2018  | Hinzenbach        | Austria  | Aigner HS94            | NH    | annullata                                                 | annullata                                                                          | annullata                                                                          |
| 3 marzo 2018     | Râșnov            | Romania  | Valea Cărbunării HS100 | NH    | Katharina Althaus                                         | Maren Lundby                                                                       | Carina Vogt                                                                        |
| 4 marzo 2018     | Râșnov            | Romania  | Valea Cărbunării HS100 | NH    | Maren Lundby                                              | Katharina Althaus                                                                  | Nika Križnar                                                                       |
| 11 marzo 2018    | Oslo Holmenkollen | Norvegia | Holmenkollen HS134     | LH    | Maren Lundby                                              | Daniela Iraschko                                                                   | Yūki Itō                                                                           |
| 24 marzo 2018    | Oberstdorf        | Germania | Schattenberg HS106     | NH    | Sara Takanashi                                            | Daniela Iraschko                                                                   | Maren Lundby                                                                       |
| 25 marzo 2018    | Oberstdorf        | Germania | Schattenberg HS106     | NH    | Sara Takanashi                                            | Daniela Iraschko                                                                   | Maren Lundby                                                                       |

Legenda:

NH = trampolino normale

LH = trampolino lungo

TL = gara a squadre

### Classifiche

#### Generale
| Pos. | Nome              | Nazione  | Punti |
| ---- | ----------------- | -------- | ----- |
| 1    | Maren Lundby      | Norvegia | 1340  |
| 2    | Katharina Althaus | Germania | 928   |
| 3    | Sara Takanashi    | Giappone | 916   |
| 4    | Yūki Itō          | Giappone | 661   |
| 5    | Irina Avvakumova  | Russia   | 575   |
| 6    | Carina Vogt       | Germania | 570   |
| 7    | Daniela Iraschko  | Austria  | 450   |
| 8    | Chiara Hölzl      | Austria  | 428   |
| 9    | Urša Bogataj      | Slovenia | 386   |
| 10   | Nika Križnar      | Slovenia | 383   |

#### Nazioni
| Pos. | Nazione     | Punti |
| ---- | ----------- | ----- |
| 1    | Germania    | 2952  |
| 2    | Giappone    | 2947  |
| 3    | Norvegia    | 2037  |
| 4    | Slovenia    | 1978  |
| 5    | Russia      | 1521  |
| 6    | Austria     | 1489  |
| 7    | Francia     | 543   |
| 8    | Italia      | 386   |
| 9    | Stati Uniti | 164   |
| 10   | Cina        | 121   |